# Appias melania
Appias melania är en fjärilsart som först beskrevs av Fabricius 1775.  Appias melania ingår i släktet Appias och familjen vitfjärilar. Inga underarter finns listade i Catalogue of Life.

## Bildgalleri

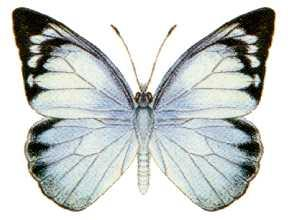